# Luis Galván
Luis Adolfo Galván (Fernández, 1948. február 24. – Córdoba, 2025. május 5.) világbajnok argentin válogatott labdarúgó. 
Az argentin válogatott tagjaként részt vett az 1978-as és az 1982-es világbajnokságon, illetve az 1980-as Mundialiton.

## Pályafutása

### Klubcsapatokban
1970-től 1982-ig a Talleres de Córdobában játszott. 1982 és 1983 között a Loma Negra, 1983 és 1984 között a Belgrano játékosa volt. 1984 és 1985 között a Central Norte labdarúgója volt. 1986-ban Bolíviában játszott a Bolívar együttesében. 1987-ben a Talleres de Córdobában fejezte be a pályafutását. 

### A válogatottban
1975 és 1982 között 34 mérkőzésen szerepelt az argentin válogatottban. Tagja volt az 1978-as világbajnokságon győztes válogatott keretének és részt vett az 1982-es világbajnokságon, illetve az 1980-as Mundialitón.

## Sikerei, díjai
Argentína
- Világbajnok (1): 1978